# Juan de Torquemada (cardeal)
Juan de Torquemada, O.P. (1388 - 26 de setembro de 1468), ou Johannes de Turrecremata, foi um cardeal espanhol.

## Biografia
Juan nasceu em Torquemada, Palência, da influente família Tovar. Filho de Álvar Fernández de Torquemada, regidor de Valladolid. Tio do Grande Inquisidor Tomás de Torquemada, O.P. Seu sobrenome também está listado como Turrecremata. Ele foi chamado de Cardeal de S. Sisto.
Entrou para a Ordem dos Pregadores em 1403 no convento de San Pablo, Valladolid, onde iniciou seus estudos; continuou seus estudos superiores em Salamanca. Em 1417, acompanhou seu superior, Pe. Luis de Valladolid, membro da delegação castelhana, ao Concílio de Constança. Após a conclusão do concílio, foi enviado a Paris para continuar seus estudos; obteve uma licenciatura em teologia em 3 de março de 1424; e um magister em teologia em 16 de fevereiro de 1425.
Professor de teologia na Universidade de Valladolid. Prior do convento dominicano de San Pablo, Valladolid, até antes de 1431. Prior do convento de San Pedro Mártir, Toledo, em 1431. Também em 1431, ele foi comissionado pelo mestre geral de sua ordem, Pe. Bartolomé Texier, para representá-lo, com outros seis frades, no Concílio de Basileia; o rei João II de Castela também o nomeou um de seus embaixadores no concílio. Torquemada chegou a Basileia em 22 de agosto de 1432 e apresentou suas credenciais aos padres conciliares no dia 30 daquele mês; ele defendeu o direito do papa de nomear o presidente do concílio, bem como a autonomia do papa; o presidente do concílio, o cardeal Giuliano Cesarini, pediu ao padre Torquemada que preparasse uma síntese dos argumentos que apoiavam a autoridade papal e o trabalho foi posteriormente publicado como tratado sobre o assunto; ele também apoiou a doutrina da Imaculada Conceição; e apoiou a decisão do papa de traduzir o concílio para Ferrara. Ele foi enviado para tentar convencer o rei João II de Castela a apoiar a transferência do concílio e a retirar seus delegados da assembleia de Basileia, mas ele falhou; os bispos de Castela e as universidades de Salamanca e Valladolid se abstiveram de ir a Ferrara. Em reconhecimento ao seu apoio no concílio, o Papa Eugênio IV o nomeou mestre do Palácio Sagrado em 4 de março de 1435.
Em outubro de 1438, o padre se juntou à delegação papal, da qual Nikolaus von Kues, futuro cardeal, era membro, enviada à segunda Dieta de Nuremberg com o propósito de convencer os príncipes alemães a reconhecer a nova sede do concílio em Ferrara; em seu discurso na dieta, o Pe. Torquemada refutou as pretensões da assembleia de Basileia e defendeu a plenitude do poder papal, mesmo quando se opôs aos concílios gerais; foi acordado celebrar, alguns meses depois, uma nova reunião em Mainz com representantes de Basileia, do Papa, dos príncipes alemães, da França e de Castela; o Pe. Torquemada defendeu a posição do papa, que, afirmou, não havia traduzido o concílio para escapar da reforma, mas para evitar o cisma e facilitar a união com os gregos que preferiram reunir o concílio em uma cidade italiana. Quando voltou da Alemanha, o concílio já havia sido transferido para Florença para escapar da peste. A partir de maio de 1439, participou ativamente das discussões com os gregos sobre a Eucaristia, que culminaram com a união oficial das duas igrejas ratificada em 6 de julho de 1439 pelo imperador de Constantinopla, que estava presente. Durante os Concílios de Ferrara e Florença, tornou-se amigo de Bessarion, futuro cardeal. Em 20 de outubro de 1439, ele partiu para a França como parte de uma delegação papal para tentar convencer o rei Carlos VII a parar de apoiar o Concílio de Basileia e aderir ao Papa Eugênio IV; eles não obtiveram nenhuma concessão do rei francês, que, em vez disso, pediu um novo concílio para esclarecer a situação e manteve em vigor a Pragmatic Sanction. Durante a viagem, oTorquemada recebeu a notícia de sua promoção ao cardinalato; ele compareceu à assembleia dos bispos da França em Bourges.
Criado cardeal-presbítero no consistório de 18 de dezembro de 1439; recebeu o título de S. Sisto em 8 de janeiro de 1440; chegou a Florença em 24 de novembro de 1440. Eleito bispo de Cádiz, em 27 de julho de 1440; contudo, ele não foi consagrado até 1463. Transferido para a sé de Ourense, em 11 de julho de 1442; renunciou à sé em 10 de novembro de 1445, sem ter tomado posse. Foi notado em Florença em 24 de outubro de 1442. Foi inscrito na Irmandade do Espírito Santo em 10 de abril de 1446. Optou pelo título de S. Maria in Trastevere pouco antes de outubro de 1446. Camerlengo do Sagrado Colégio dos Cardeais, 7 de outubro de 1446. Notado na Cúria Romana em 21 de fevereiro de 1447.
Sob o Papa Nicolau V, abade commendatório do mosteiro de San Martín de Compostela até 1448. Em 1449, obteve o decanato de Orense e a comenda da abadia de Salas de los Infantes, Burgos. Notado na Cúria Romana em 27 de outubro de 1451. Prior de Santa María de Sar até 1451. Prior de Zamora até 21 de outubro de 1452. Arquidiácono de Vivero até 1452; foi também arquidiácono de Cerrato, Palencia. Obteve a comenda da abadia de Valladolid em 1453. No curto reinado do Papa Calisto III, abade commendatório do mosteiro de Subiaco, 13 de agosto de 1455. O Papa Pio II o promoveu a ordem dos cardeais-bispos e a sé suburbicária de Palestrina, antes de 8 de abril de 1460. Administrador da sé de León, 31 de julho de 1460; o rei Henrique IV de Castela não lhe permitiu tomar posse da sé; cessou em janeiro de 1463. Participou da festa de Corpus Christi em Viterbo em 1462. Nomeado, novamente, bispo de Ourense, 26 de janeiro de 1463; ocupou a sé até 8 de junho de 1466. Optou pela sé suburbicária de Sabina, 5 de maio de 1463. Consagrado em 1463, Roma, pelo Papa Pio II.
Durante o pontificado do Papa Paulo II, abade commendatario do mosteiro beneditino de San Facundo, diocese de León, 30 de outubro de 1467; ocupou o cargo por onze meses e renunciou em 1468, poucos dias antes de sua morte. Foi um autor prolífico e escreveu algumas das obras teológicas mais importantes de seu tempo. Ampliou e embelezou a Basílica de Santa Maria sopra Minerva e fundou a Sociedade da Assunção para dotar meninas pobres; ele também estabeleceu uma obra semelhante em Florença. Instalou a prensa tipográfica em Subiaco; e mais tarde, em Roma. Torquemada impulsionou a reforma dos religiosos, especialmente os dominicanos. Ele dedicou seus esforços à liberdade dos cativos tomados pelos turcos, bem como à expedição contra estes últimos. Ele reconstruiu a Colegiata e o convento de San Pablo de Valladolid, aos quais deu livros importantes enviados da Itália.
Juan de Torquemada faleceu em 26 de setembro de 1468, no convento dominicano de S. Maria sopra Minerva, Roma. Sepultado na capela da Anunciação, que ele havia construído na Igreja de Santa Maria sopra Minerva; há um busto e uma inscrição naquela capela.

## Conclaves
- Conclave de 1447 – participou da eleição do Papa Nicolau V.
- Conclave de 1455 – participou da eleição do Papa Calisto III.
- Conclave de 1458 - participou da eleição do Papa Pio II.
- Conclave de 1464 - participou da eleição do Papa Paulo II.

## Obras
As suas principais obras foram:
- Meditationes, seu Contemplationes devotissimae (Rome, 1479)[2]
- In Gratiani Decretum commentarii (4 vols., Veneza, 1578)
- Expositio brevis et utilis super toto psalterio (Mainz, 1474)
- Quaestiones spirituales super evangelia totius anni (Brixen, 1498)
- Summa ecclesiastica (Salamanca, 1550) [ou Summa de ecclesiastica potestate]

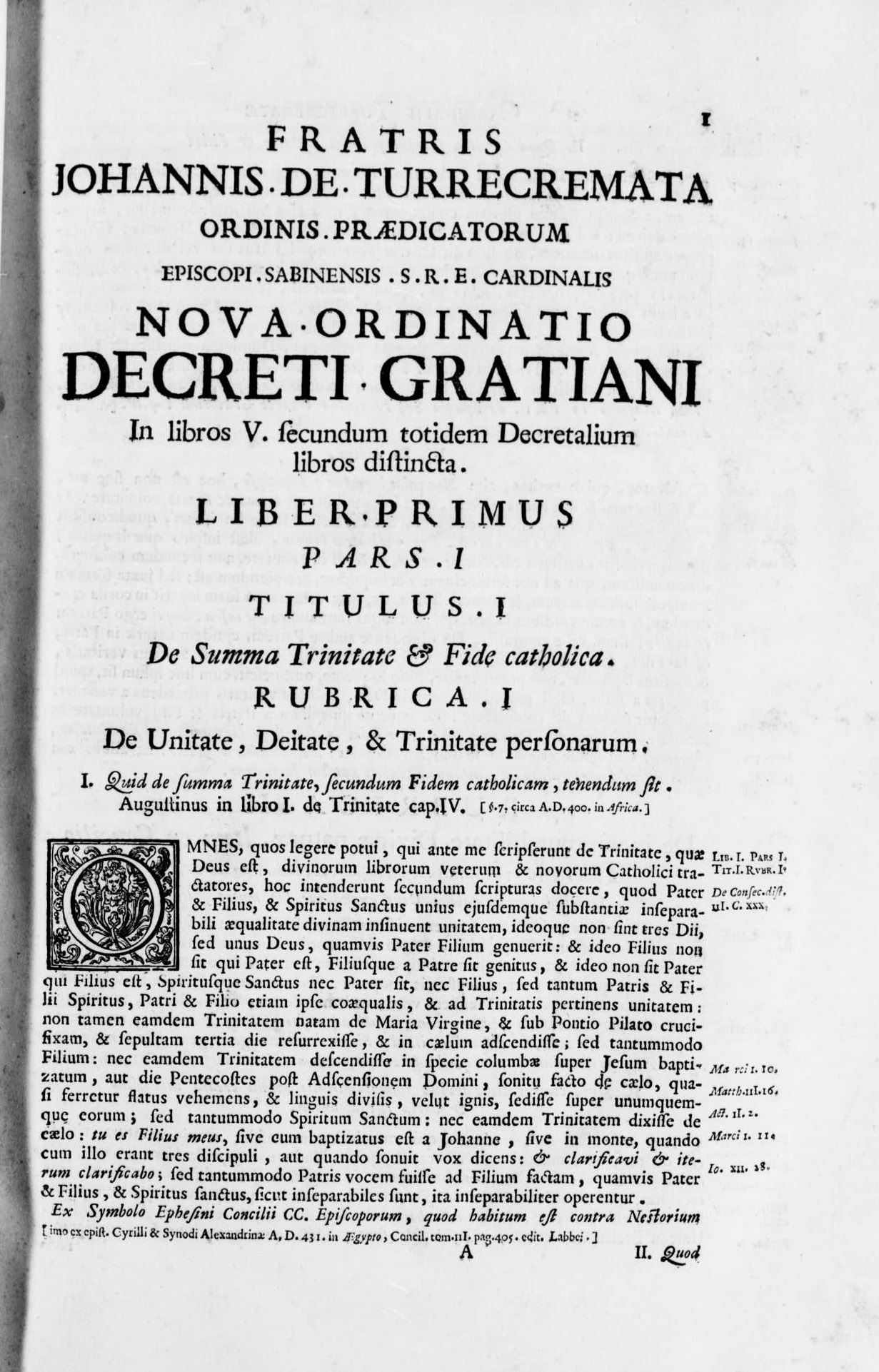
Decretum Gratiani, 1727